# Chiesa del Salvatore (Siviglia)
La chiesa di San Salvatore, o del Divino Salvatore, in spagnolo Iglesia del Divino Salvador, è una collegiata cattolica della città di Siviglia, in Spagna.
È la chiesa più grande della città, dopo la cattedrale e uno dei capolavori dell'architettura barocca spagnola.

## Storia e descrizione

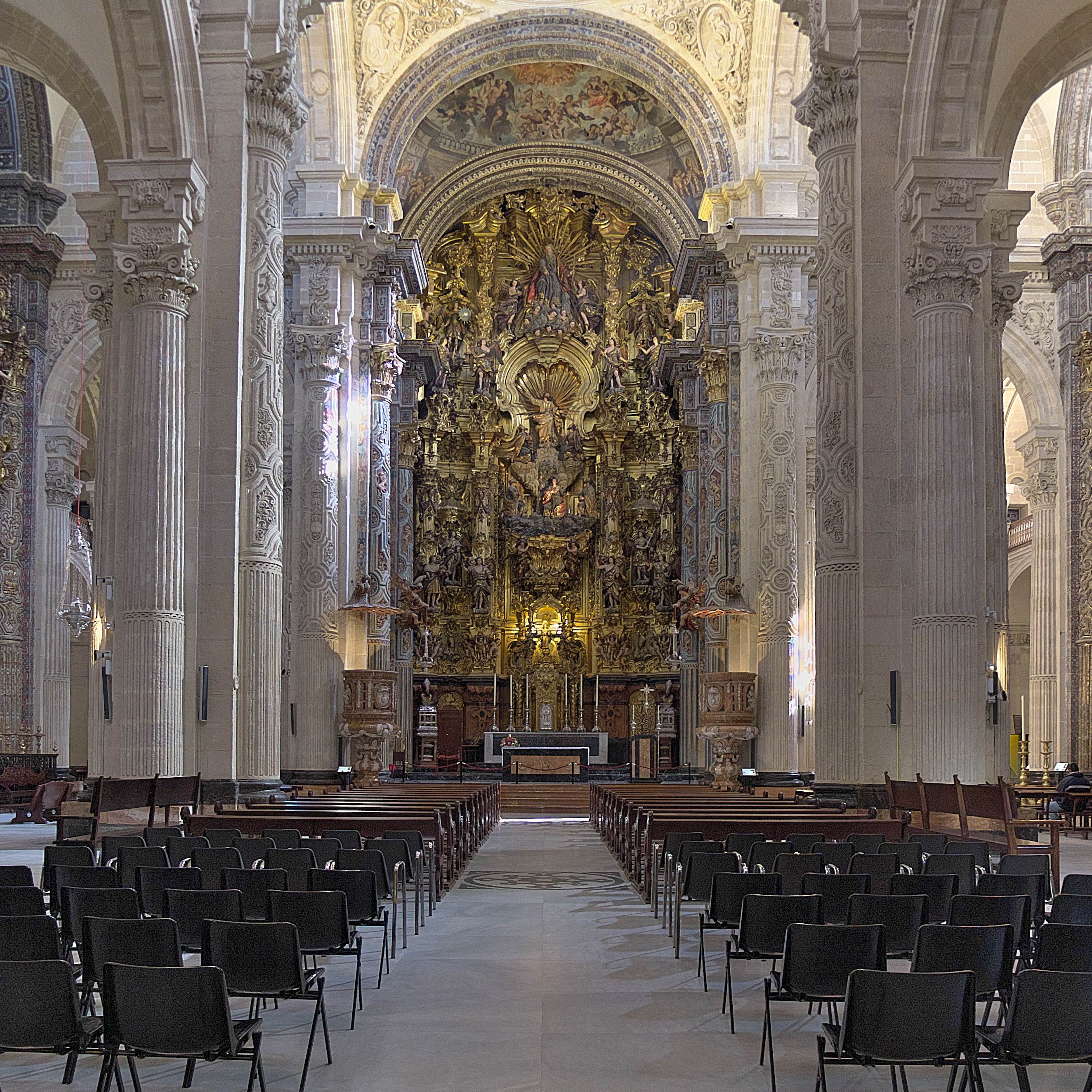
L'interno.

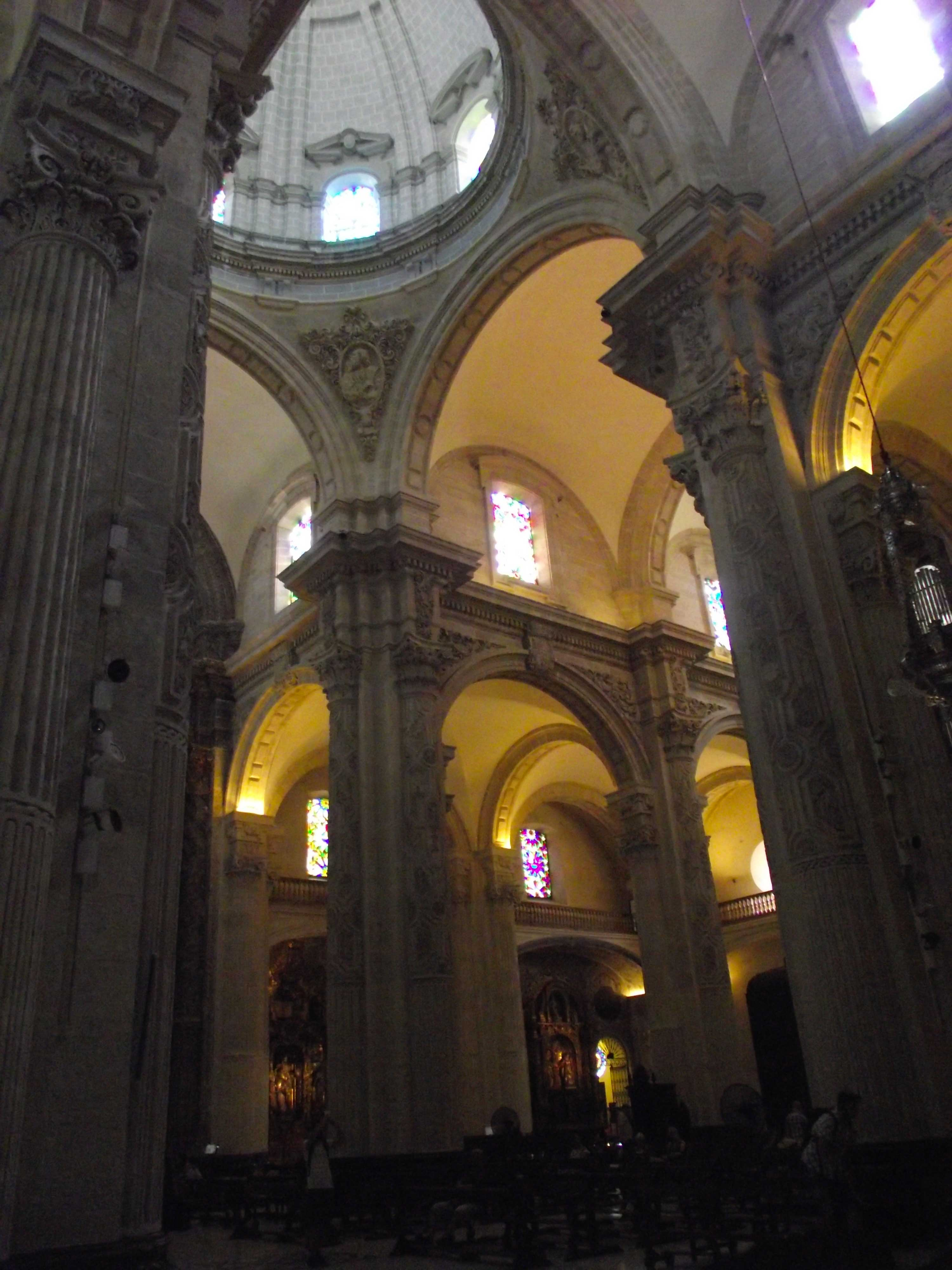
Veduta dell'interno.

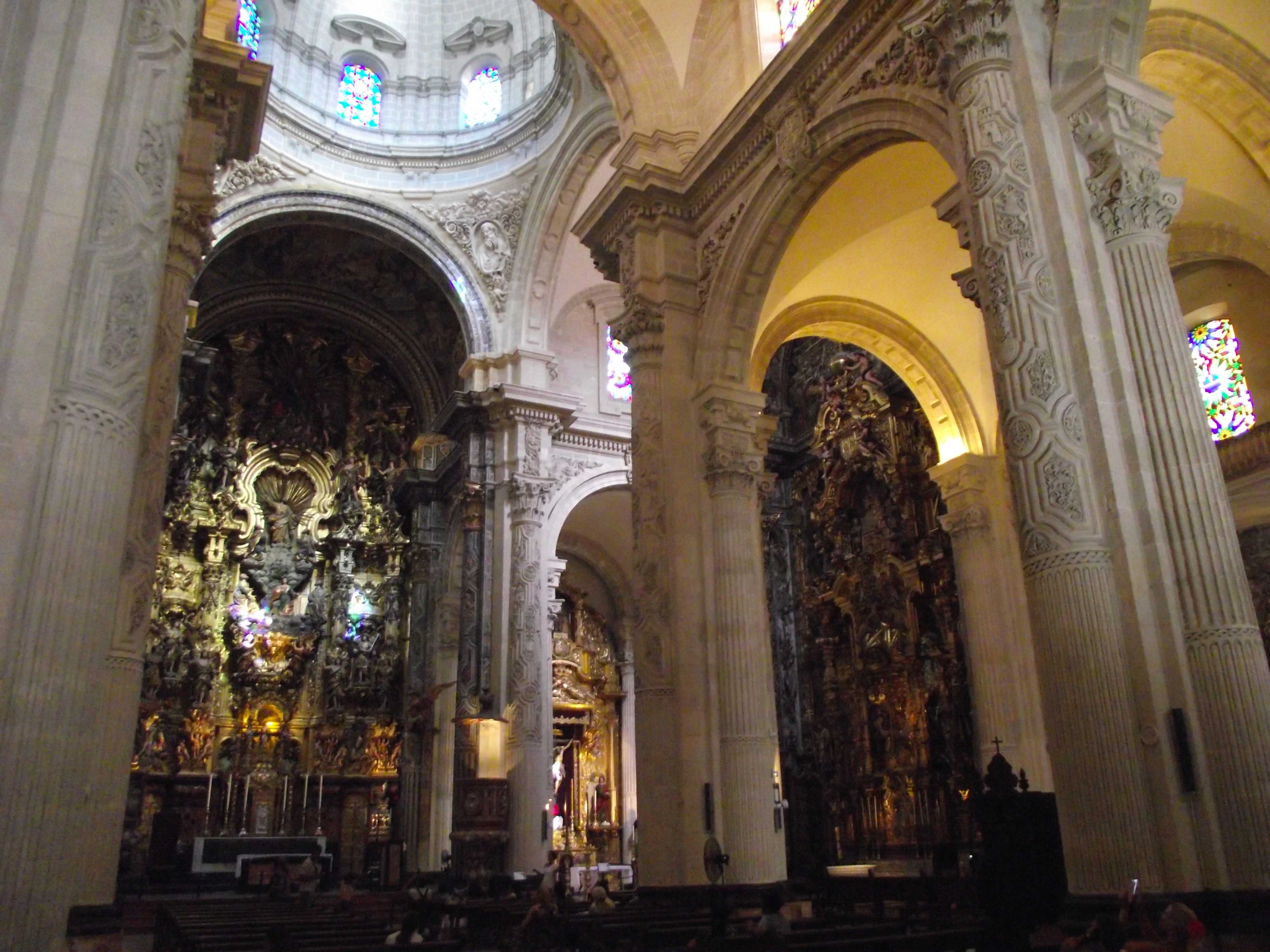
Veduta dell'interno.

Il sito dell'attuale chiesa era già occupato dalla moschea Ibn Adabbas, la maggiore di Siviglia, costruita fra l'829 e l'830 dal qadi della città Umar ibn Adabbas per volere di Abd al-Rahman II ibn al-Hakam. Moschea che, a sua volta, era stata costruita a sulla base di precedenti edifici di epoca romana e visigota.
Un minareto venne aggiunto dal re Muhammad al-Muʿtamidnel 1079-80, come notato sull'epigrafe del vestibolo della chiesa
Quando nel 1248 i cristiani riconquistarono la città di Siviglia, la moschea venne trasformata in collegiata e progressivamente adattata al culto cattolico. Si iniziò con l'orientare le navate nell'asse est-ovest e costruire l'alate maggiore, si aggiunse la cappella della Madonna delle Acque e la sala del capitolo, vicino al presbiterio. L'antico cortile delle abluzioni, oggi noto come patio de los Naranjos, venne invece riconvertito in un cimitero.
Il rango collegiale di questo tempio richiede ben presto l'installazione di un coro con relativo leggio e organo. Questi vennero realizzati fra il 1512 e il 1514. L'organo venne affidato, nel 1581, a Jerónimo de León, per poi esser completato da Diego de Sanforte nel 1589.
A causa delle cattive condizioni delle strutture architettoniche, nel 1661 l'edificio venne parzialmente demolito e ricostruito a partire dal 1674. Radicali lavori architettonici si resero necessari tuttavia già nel 1679, quando un crollo risparmiò solamente le pareti dell'edificio. Tutti gli elementi relativi all'Islam vennero rimossi, venne aggiunta la cella campanaria al preesistente minareto e, secondo i piani dell'architetto Francisco Gómez Septién, la chiesa ebbe in gran parte la sua forma attuale.
Nel 1682 l'architetto José Granados de la Barrera, già attivo alla cattedrale di Granada, presentò un progetto per la facciata. Una volta approvato, la costruzione venne affidata a Francisco Gomez Septién, che tuttavia morirà prima della fine dei lavori. Il cantiere venne continuato da Leonardo de Figueroa a partire dal 1696, il quale terminò le volute della facciata, costruì la cupola e s'occupò degl'interni. L'interno, con pianta a croce latina, è diviso in tre navate di quasi uguale altezza, da pilastri con addossati sontuose semi-colonne corinzie, scanalate e scolpite. 
La chiesa venne terminata nel 1712.
Nel corso dell'Ottocento si intrapresero nuovi lavori. Nel 1829 venne cambiato il pavimento con l'attuale a rombi bianchi e neri. Poco dopo la metà dello stesso secolo la chiesa perse la dignità di collegiata, divenendo una semplice parrocchiale. I portali, rimasti incompiuti, furono terminati in stile rinascimentale dallo scultore Diego López, nel 1870 furono poste delle vetrate per volere di Antonio d'Orléans, duca di Montpensier. I lavori furono terminati nel 1889 e nel 1896 vennero aggiunte le cancellate alla facciata.
Una grande campagna di restauro si svolse fra gli anni 2000-08.

## Opere d'arte
La chiesa conserva numerose opere d'arte e splendidi altari barocchi monumentali in legno dorato.
- Retablo Mayor, altar maggiore, dedicato alla Trasfigurazione di Gesù. Grande opera barocca in legno intagliato e dorato da Cayetano de Acosta fra il 1770 e il 1779[5].[3]
- Retablo de la Virgen de las Aguas (XVII secolo[3]) Altare della Vergine delle Acque, nel transetto destro. Grande opera barocca in ligno intagliato e dorato da José Maestre nel 1727.
- Statua della Madonna delle Acque, XIII secolo[5]
- Retablo del Sacramento, nel transetto sinistro, il quale ospita un Cristo sofferente di Juan Martínez Montañés (1615). Il retablo è una grande opera rococò in ligno intagliato e dorato fra il 1756 e il 1764 da Cayetano de Acosta, autore anche di alcuni angeli reggilampada conservati nella chiesa (1771-1779).[3]
- Retablo del Cristo del Amor (1618),[3] nel quale trova posto la statua di Cristo dell'Amore, opera del 1620 di Juan de Mesa[7][5]
- Statua di san Cristoforo, nella cappella battesimale, opera realizzata da Juan Martínez Montañés[7][5] (1597[3] o 1619[7]). Alla scuola di questo autore si attribuisce anche un'altra statua presente in chiesa, raffigurante Gesù Bambino in posa benedicente. Al XVII secolo risale la scena raffigurante L'Adorazione del Bambino, scolpita da Juan Oviedo.[3]
- Retablo de Santa Ana (XVII secolo), che ospita statue di Duque Cornejo e José Montes de Oca.[3]
- Retabli delle sante Giusta e Rufina (XVI secolo), del Cristo degli Afflitti (comprensivo della statua del Cristo scolpita da Gaspar Ginés nel 1635), della Madonna del Rocío (eseguito da José Maestre negli anni 1728-1731), di San Ferdinando (realizzato tra il 1760 e il 1767) e del Cristo dell'Umiltà e della Pazienza (eseguito da José Maestre negli anni 1732-1734, opera che comprende la statua del Cristo scolpita da Antonio Quirós nel 1696).[3]
- Organo (XVIII secolo), realizzato in stile barocco da Juan de Bono.[3]
- Dipinti dell'Ecce Homo, realizzato da autore fiammingo nel Seicento, e dell'Immacolata Concezione, eseguito da artisti locali del XVIII secolo in stile barocco.[3]

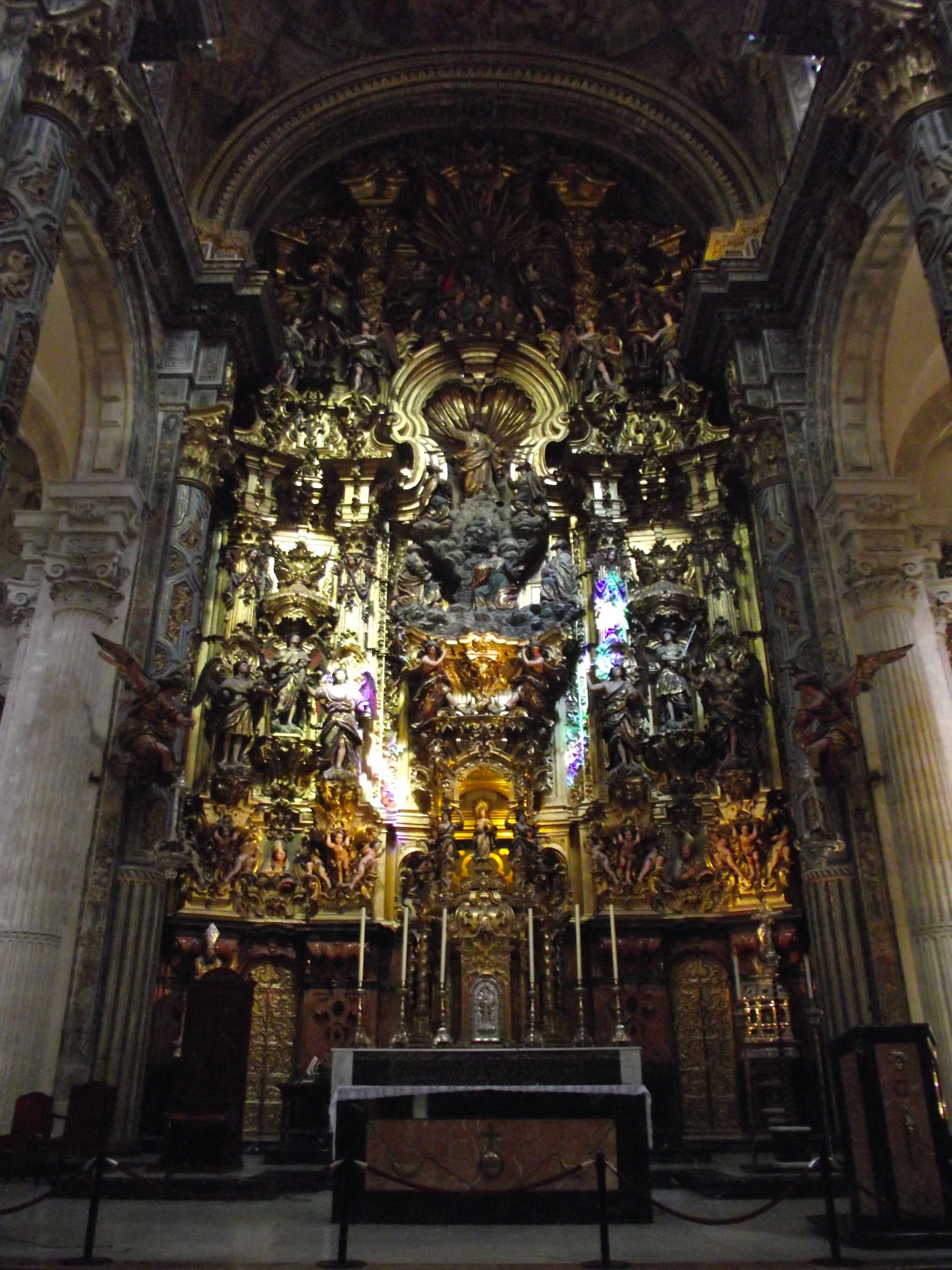
Altar Maggiore
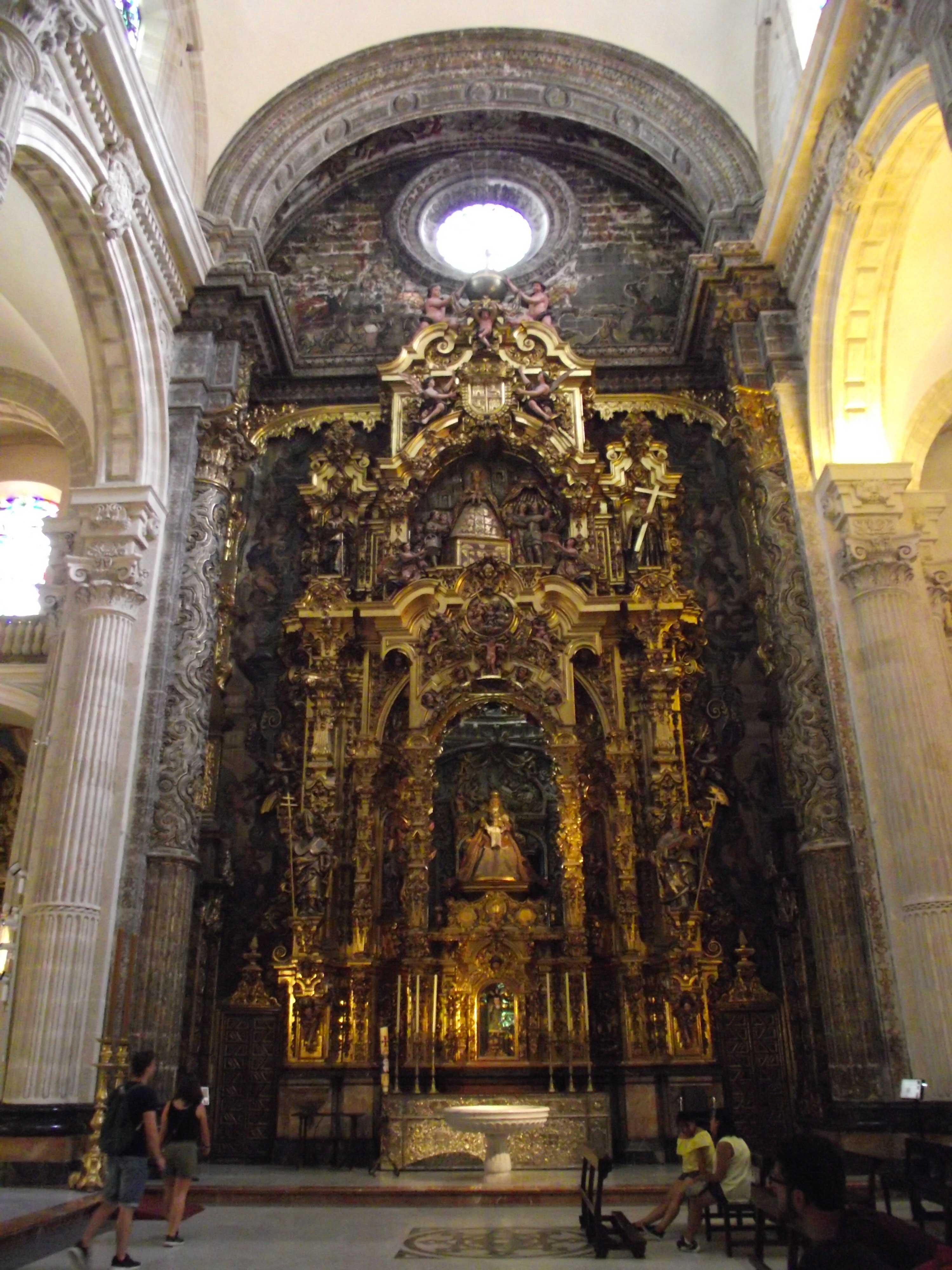
Altare della Vergine delle Acque
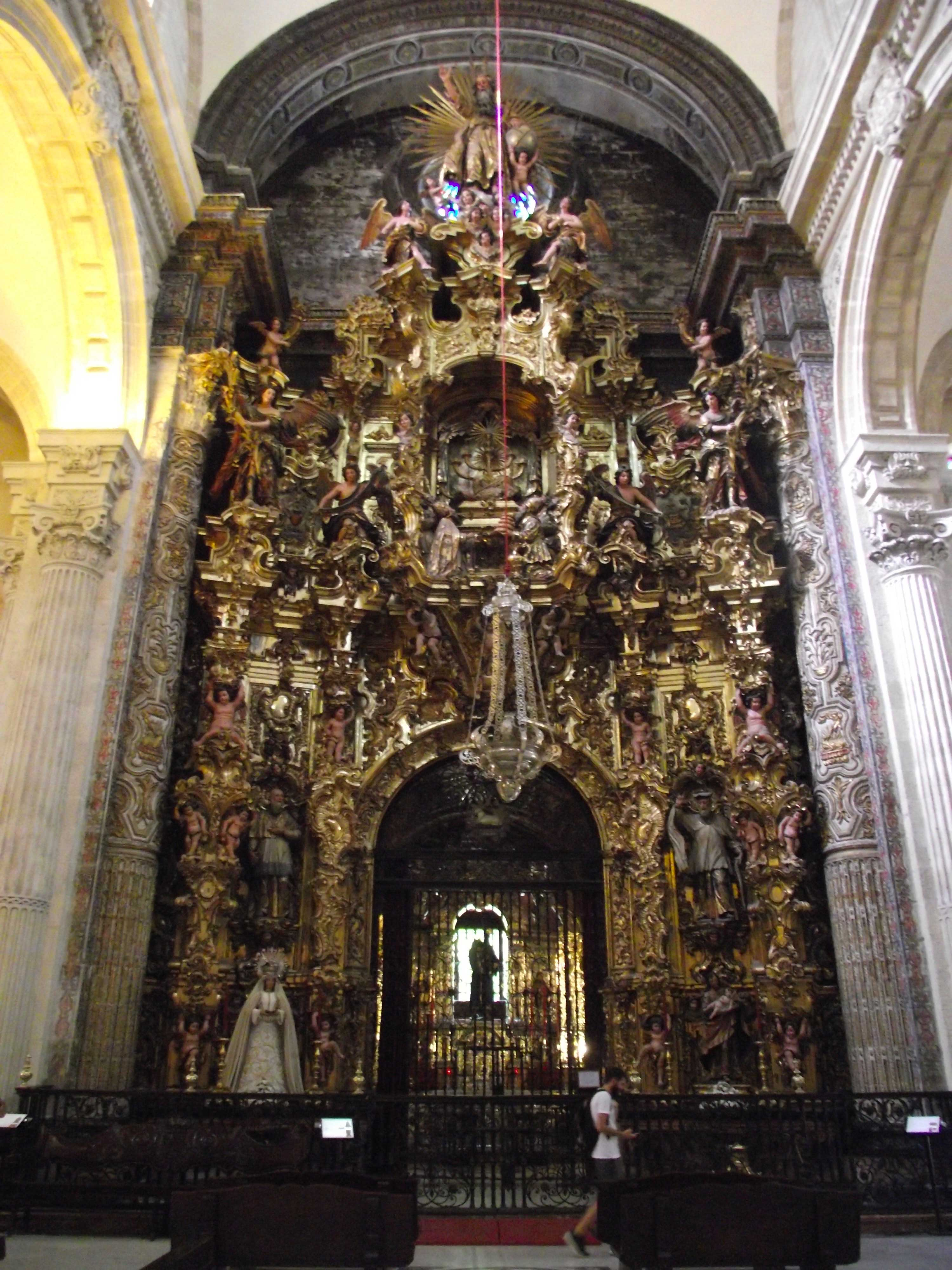
Altare del Sacramento